# Вялимяки (Питкярантский район)
Вя́лимя́ки (фин. Välimäki) (также встречается написание Велимяки и Валимяки) — упразднённый (покинутый) посёлок (урочище) в 3-4 км к юго-западу от деревни Керисюрья Питкярантского района Республики Карелия Российской Федерации. Рядом расположено одноимённое месторождение (рудопроявление) титаномагнетитовой руды.

## История

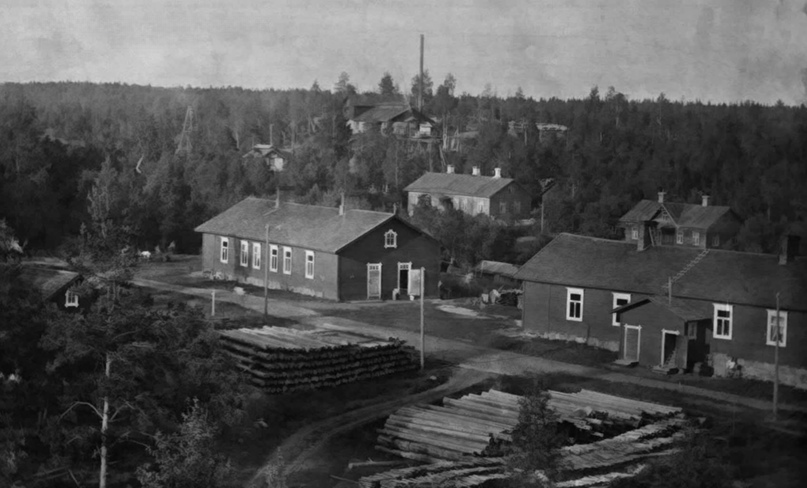
Производственные здания и казармы рабочих Вялимякских рудников (1910-е гг.)

По мнению Пааво Копонена, до 1855 года на месте посёлка не существовало поселений. Однако в ряде источников указывается, что такая деревня была известна с XVII века.
С финского языка Välimäki переводится как «холм, расположенный в промежутке между чем-либо».
В 1889 году акционерное общество «Путиловское» начало здесь разработку шахт и карьеров по добыче железной руды, обнаруженной в 1855 году финским геологом Холмбергом. Выросший здесь рабочий посёлок относился к муниципалитету Сортавалы. Шахты обслуживало несколько сотен человек. Рабочие жили в двух двухэтажных казармах и в деревенских домах. Были также построены дома для руководящего состава предприятия (особняк суперинтенданта, дом смотрителя и др.). Копонен упоминает, что рабочие шахты участвовали также в сельскохозяйственных работах (на сенокосе). Рядом с рудниками работала железообогатительная фабрика. Для вывоза рудного концентрата была построена узкоколейная железная дорога до пристани в Янаслахти. Баржами рудный концентрат отправлялся для выплавки чугуна на Видлицкий чугуноплавильный завод.
В 1896 году была открыта начальная школа, куда ходили дети шахтёров и дети из соседних деревень Янаслахти, Пуронваары и Тиелева. Кроме того, в посёлке были больница, библиотека, молельная комната, две пекарни и собственный духовой оркестр. А к числу производственных зданий относились: два офисных здания, машинное отделение, мастерская, кузница, амбар, конюшни и складские помещения.
В 1899 году была запущена Ляскельская ГЭС. Электроэнергия с неё стала поступать на рудники, на обогатительную фабрику и для нужд посёлка.
В начале XX века, после экономического кризиса и стачек 1905 года шахты Вялимяки стали убыточными. К 1907 году деятельность предприятия была остановлена. Однако имеются свидетельства, что Вялимякские рудники действовали до начала 1920-х годов. Впоследствии узкоколейка была разобрана, паровоз и вагоны были перемещены в другое место. Оборудование шахт и фабрики было демонтировано и передано группе компаний «Вяртсиля».
После провозглашения независимости Великого княжества Финляндского в 1917 году Сердобольский уезд Выборгской губернии стал частью независимой Финляндии. В 1930 году посёлок Вялимяки был передан из Сортавальской волости в Импилахтинскую.
Несмотря на запустение, в посёлке продолжала действовать Вялимякская народная школа. Помимо обычных занятий, в школе были организованы кружки для окрестной молодёжи, проводились различные мероприятия и собрания.
При строительстве железнодорожной линии Ляскеля — Питкяранта вблизи деревни прошла железная дорога, и для жителей деревни в 1932 году была устроена станция.
Во время «зимней» войны боёв в Вялимяки не было. Предпринимались попытки бомбардировок железной дороги, но ни здания деревни, ни железная дорога не были повреждены. Во время «войны-продолжения» в деревне размещалась ремонтная бригада. По итогу Московского мира территория окончательно отошла к СССР, а население было эвакуировано в Финляндию.
В составе КФССР деревня оказалась в Питкярантском районе. После реорганизации КФССР в КАССР и упразднения в 1957 году Питкярантского района деревня относилась к сельской местности, управляемой поселковым советом Импилахти Сортавальского района.
По состоянию на 1 января 1975 года деревня в списке населённых пунктов Карельской АССР больше не числилась.

## Месторождение Вялимяки
Открытое в середине XIX века месторождение титаномагнетитовой руды в массиве Вялимяки эксплуатировалось обществом Путиловских заводов до 1920-х годов. Считается, что объём добычи составлял 10-12 тысяч тонн руды в год. За время эксплуатации было добыто около 388 тысяч тонн руды с содержанием железа до 22,3 % и оксида титана до 6,25 %.
Для обогащения руды в 1890-е годы была построена обогатительная фабрика. Обогащённый концентрат содержал до 59,7-62,7 % железа. Для вывоза концентрата с месторождения была построена узкоколейная железная дорога до пристани в деревне Янаслахти. Первоначально концентрат вывозился судами по Ладожскому озеру в Санкт-Петербург. После постройки Видлицкого чугуноплавильного завода в 1895 году концентрат стали отправлять туда. Вялимякский концентрат смешивался с озёрными и гематитовыми рудами и выплавлялся в печах в чугунные «болванки». Далее они грузились на баржи и отправлялись в Санкт-Петербург на Путиловский литейный завод.
Официально производство было остановлена в 1907 году.
Геолого-геофизическая переоценка месторождения в 1940-х и 1950-х годах показала, что оруднение в породе неравномерное, рудные тела имеют малый размер, а потому месторождение было сочтено непромышленным и бесперспективным. Прогнозный запас руды был оценён в 130,5 млн тонн на площади 204 тысячи м² и глубине до 200 м.
К началу XXI века на территории месторождения Вялимяки сохранился ряд техногенных объектов:
- устья семи шахт с остатками бревенчатой крепи и без неё (частично затоплены или завалены породой),
- карьерная выработка,
- отвалы породы (преимущественно черные пироксениты, габбро-диориты, иногда содержащие вкрапления титаномагнетита),
- насыпь бывшей узкоколейной железной дороги,
- руины (фундамент и цоколь) железообогатительной фабрики и др.

Этот горно-исторический комплекс является объектом проведения учебных практик студентов-геологов СПбГУ, а также геологических экскурсий и экспедиций.
По мнению И. В. Борисова, техногенно-природный ландшафт рудников «Вялимяки» должен быть признан памятником горно-индустриального наследия Карелии.

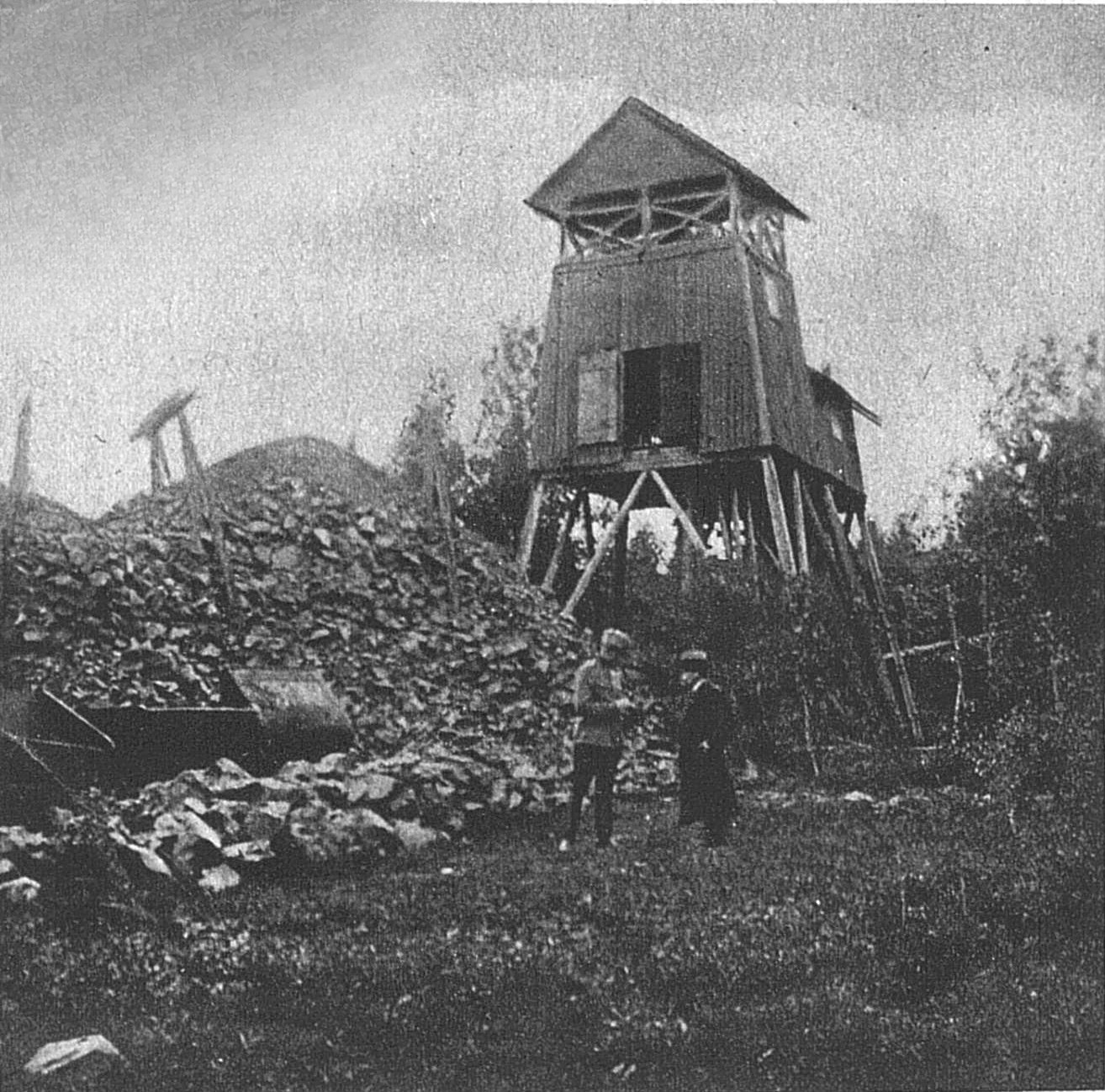
Одна из шахт (1925 г.)
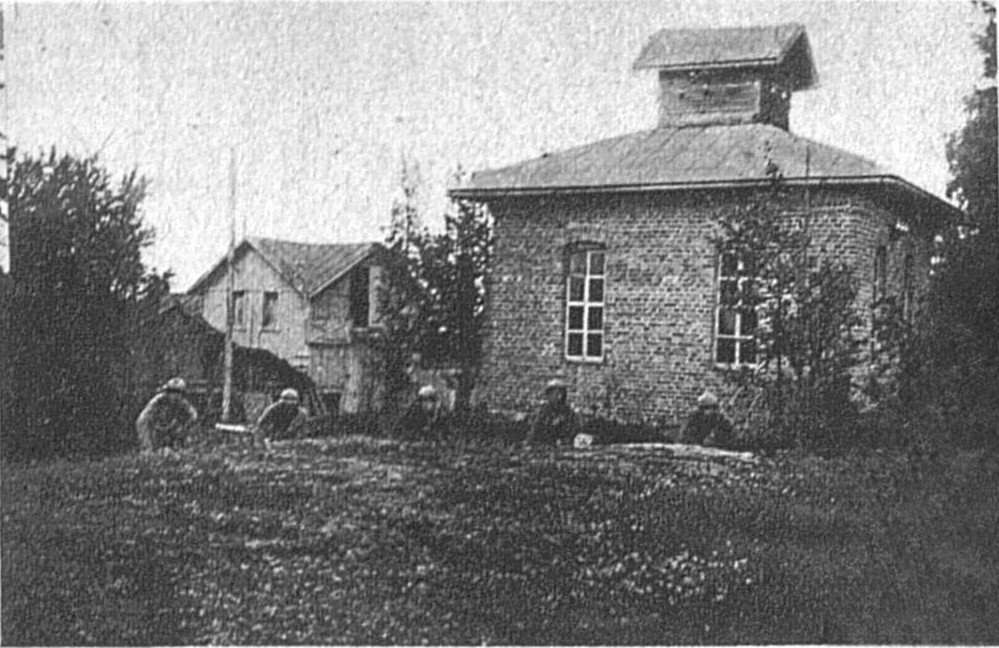
Электростанция (1925 г.)
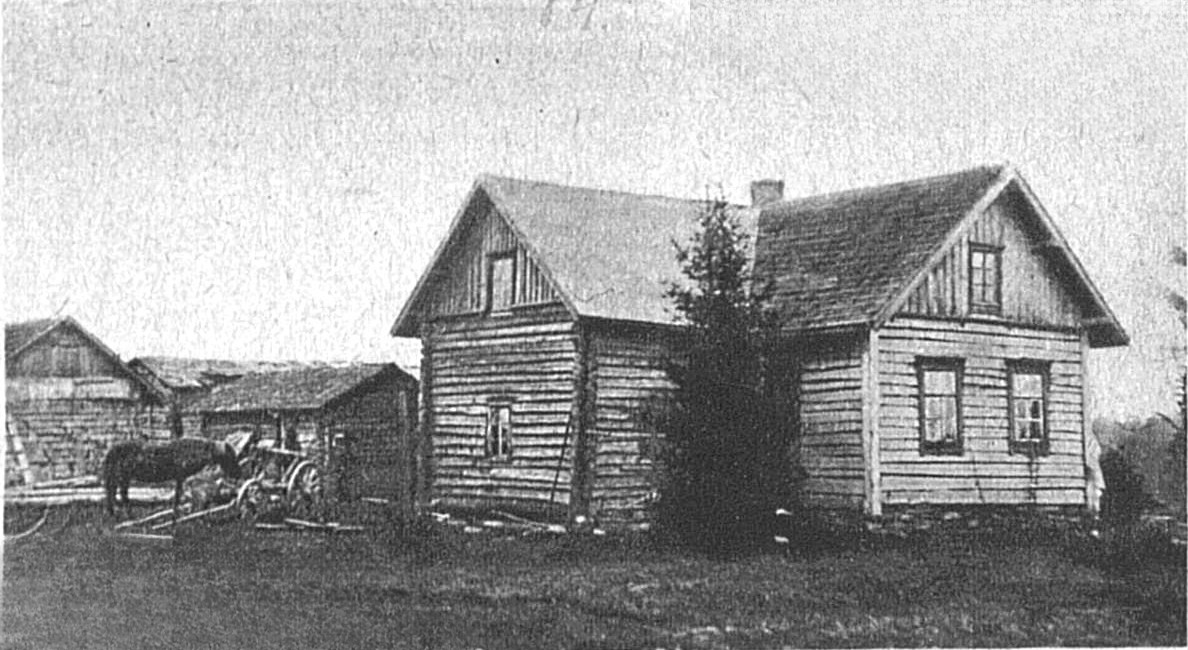
Фермерский домик (1925 г.)
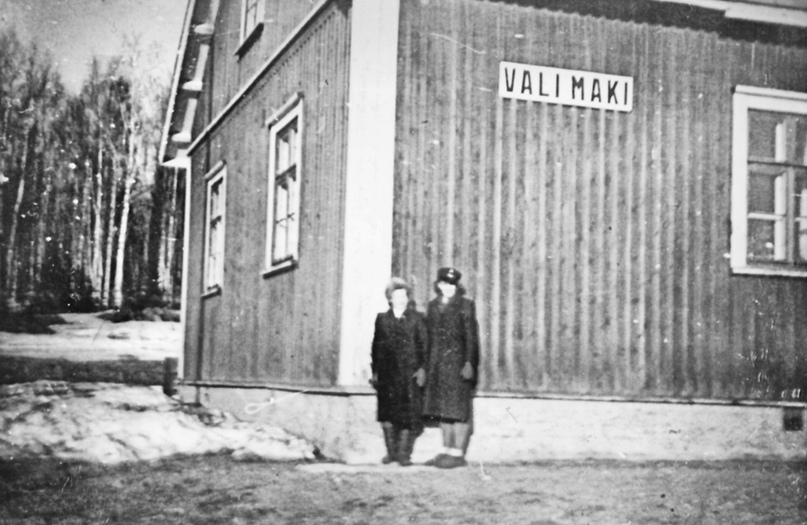
Здание ж/д станции (1930-е гг.)
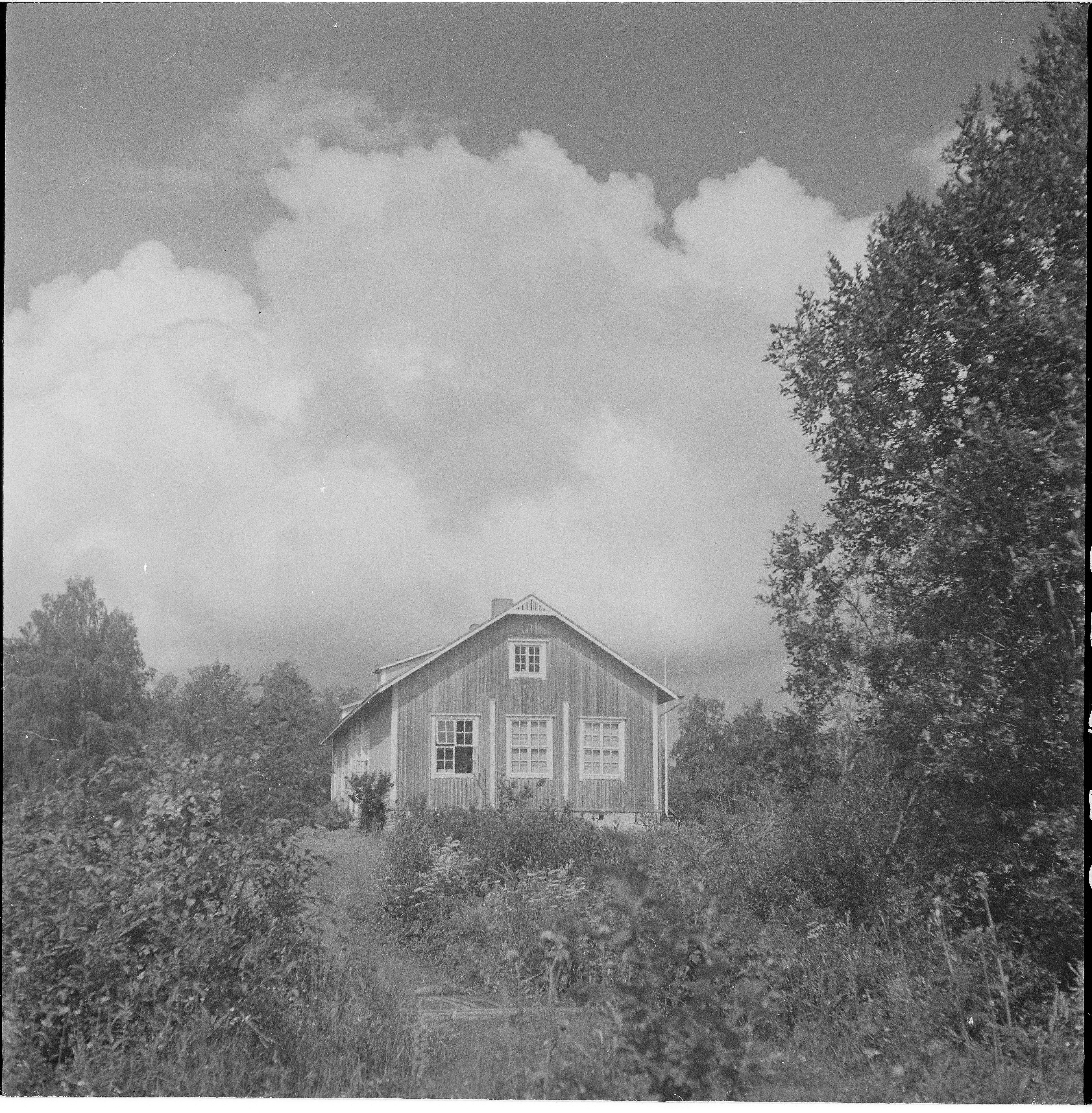
Здание школы (1942 г.)
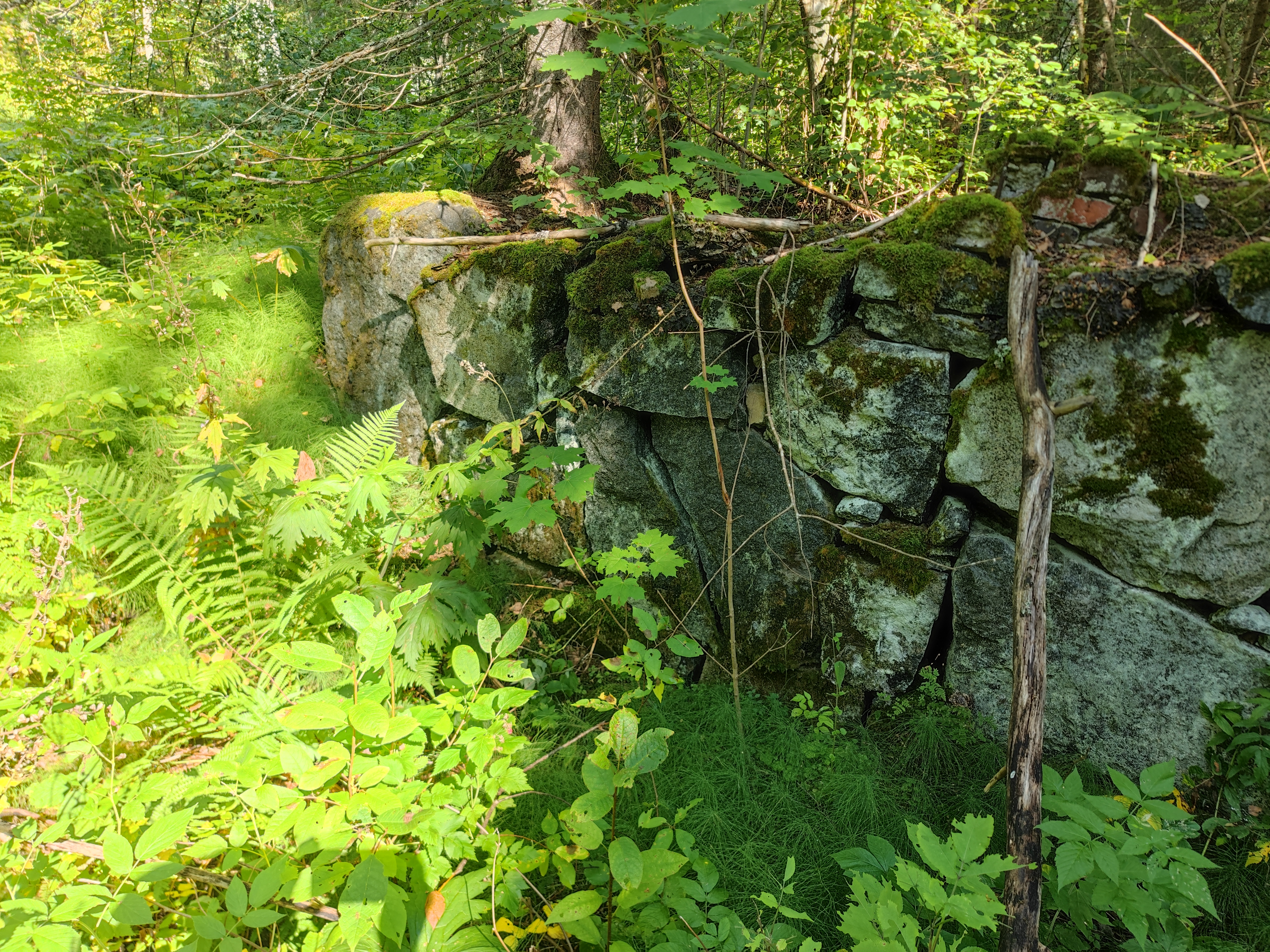
Руины одного из производственных зданий (2024 г.)
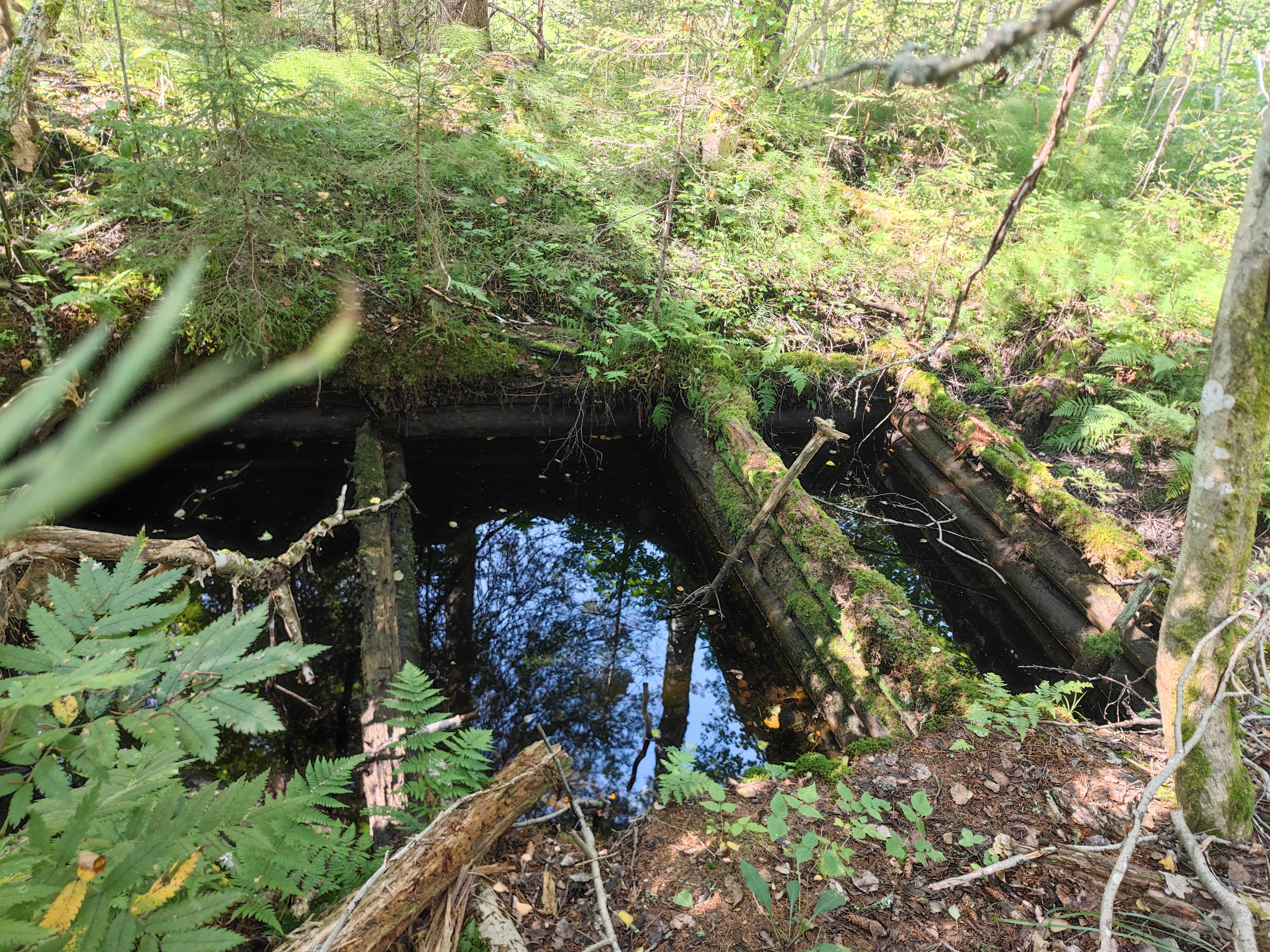
Устье одной из шахт (2024 г.)